# Tiarella trifoliata
Tiarella trifoliata (L., 1753) è una pianta appartenente alla famiglia delle Saxifragaceae, originaria dell'America nord-occidentale.

## Descrizione
È una pianta perenne che cresce in tarda primavera. I fiori sono campaniformi, bianchi, singoli su una pannocchia allungata, senza foglie. I lobi dei calici sono di 1,5-2,5 mm e i petali di 3–4 mm. Le foglie alla base sono lunghe 15–80 mm e larghe fino a 120 mm, trifogliate o palmate con 3-5 lobi. Le foglie caulinari sono infrequenti e molto più piccole.

## Tassonomia

### Varietà
Sono attualmente accettate, oltre alla specie in sé, le seguenti due varietà:
- Tiarella trifoliata var. laciniata (Hook.) Wheelock[2]
- Tiarella trifoliata var. unifoliata (Hook.) Kurtz[3]